# 佐藤正大
佐藤 正大（さとう せいだい、1994年4月4日 - ）は、福岡県中間市出身の日本の柔道家である。階級は81kg級。身長180 cm。血液型A型。段位は五段。組み手は右組み。得意技は背負投。姉は78kg級で活躍している佐藤瑠香。

## 経歴
柔道は3歳の時に柔道を始めた。小学校6年の時には全国小学生学年別柔道大会45kg級で優勝を飾った。中間南中学から大牟田高校へ進むと、2年の時には全国高校選手権81kg級で決勝まで進むが、東海大相模高校2年の小原拳哉に判定で敗れた。3年の時には金鷲旗で3位になった。インターハイでは準決勝で小原に技ありで敗れて3位にとどまった。
2013年に国士舘大学へ進むと、2年の時には全日本ジュニアで優勝を飾った。世界ジュニアの個人戦では3回戦で敗れたが、団体戦では優勝メンバーの一員として名を連ねることになった。3年の時には優勝大会で3位になった。学生体重別では東海大学3年の小原を背負投の技ありで破って優勝を飾った。体重別団体では決勝で東海大学と対戦して小原と引き分けるがチームは2位にとどまった。シニアの国際大会初出場となったグランプリ・チェジュでは、3回戦で元73kg級世界チャンピオンである地元韓国の王己春をGSに入ってから指導2で破るなどして決勝へ進むと、ロシアのハサン・ハルムルザエフを背負投で破ってIJFワールド柔道ツアー初優勝を飾った。
4年の時には選抜体重別で3位になると、優勝大会でも昨年に続いて3位になった。7月のグランドスラム・チュメニでは決勝で地元ロシアのアスラン・ラピナゴフと対戦すると、終了と同時に内股で有効を取られて2位に終わった。10月の学生体重別では2連覇を飾った。
2017年からは自衛隊体育学校の所属となった。体重別では3位だった。2018年の体重別でも準決勝で日体大2年の藤原崇太郎に反則負けを喫して3位だった。講道館杯では決勝でパーク24の小原拳哉に袈裟固の技ありで敗れて2位だった。グランドスラム・大阪では3回戦でトルコのヴェダト・アルバイラクに反則負けを喫した。2019年の体重別では決勝で旭化成の永瀬貴規に支釣込足で敗れて2位だった。続く全日本選手権では2回戦で旭化成の羽賀龍之介に反則負けを喫した。
IJF世界ランキングは300ポイント獲得で62位(19/4/22現在)。

## 戦績
- 2006年 -　全国小学生学年別柔道大会　優勝(45kg級)
- 2011年 -　金鷲旗　5位
- 2012年 -　全国高校選手権　個人戦　2位　団体戦　5位
- 2012年 -　金鷲旗　3位
- 2012年 -　インターハイ　3位
- 2012年 -　全日本ジュニア　5位
- 2013年 -　ブレーメンジュニア国際　3位
- 2013年 -　全日本ジュニア　5位
- 2013年 -　学生体重別　5位
- 2014年 -　ロシアジュニア国際　5位
- 2014年 -　全日本ジュニア　優勝
- 2014年 -　世界ジュニア　団体戦　優勝
- 2015年 -　優勝大会　3位
- 2015年 -　学生体重別　優勝
- 2015年 -　体重別団体　2位
- 2015年 -　グランプリ・チェジュ　優勝
- 2016年 -　選抜体重別　3位
- 2016年 -　優勝大会　3位
- 2016年 - グランドスラム・チュメニ　2位
- 2016年 -　学生体重別　優勝
- 2016年 -　講道館杯　3位
- 2017年 -　選抜体重別　3位
- 2017年　- 実業個人選手権　3位
- 2018年 -　選抜体重別　3位
- 2018年 -　講道館杯　2位
- 2019年 -　選抜体重別　2位
- 2020年 -　講道館杯　3位
- 2021年 -　体重別　3位

(出典、JudoInside.com)。